# Mompeo
Mompeo là một đô thị ở tỉnh Rieti trong vùng Latium, có khoảng cách khoảng 45 km về phía đông bắc của Roma và cách khoảng 20 km southvề phía tây của Rieti. Tại thời điểm ngày 31 tháng 12 năm 2004, đô thị này có dân số 553 người và diện tích là 10,9 km².
Đô thị Mompeo có các frazione (đơn vị cấp dưới) Madonna del Mattone.
Mompeo giáp các đô thị: Casaprota, Castelnuovo di Farfa, Monte San Giovanni in Sabina, Montenero Sabino, Poggio Nativo, Salisano.